# Xadrez hexagonal

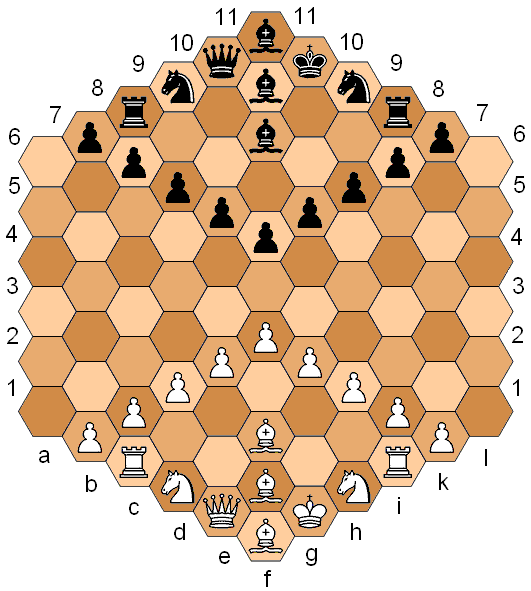
Tabuleiro hexagonal com peças em sua posição inicial

O xadrez hexagonal refere-se à uma série de variações do xadrez onde o tabuleiro é disposto de forma hexagonal.
O xadrez hexagonal de Gliński, inventado por Władysław Gliński em 1936 e lançado pela primeira vez na Grã-Bretanha em 1949, é "provavelmente o jogo de xadrez hexagonal mais jogado". O jogo era popular na Europa Oriental, especialmente na Polónia natal de Gliński. A certa altura, havia mais de meio milhão de jogadores e mais de 130.000 jogos de tabuleiro foram vendidos. O livro de Gliński Rules of Hexagonal Chess, foi publicado em 1973. O jogo é jogado em um tabuleiro hexagonal regular orientado verticalmente com lados de 6 células de comprimento, que possui 91 células hexadecimais com três cores (claro, escuro e meio-tom), com a célula do meio (ou "hex") geralmente meio-tom.
Outras variantes existem, como:
- Xadrez hexagonal de Shafran - Inventado pelo russo Isaak Grigorevich Shafran em 1939.

- Xadrez hexagonal de De Vasa - Inventado pelo francês Helge E. de Vasa em 1953.

- Xadrez hexagonal de Brusky - Inventado pelo russo Yakov Brusky em 1966.

- Xadrez hexagonal de McCooey - Inventado pelo britânico Dave McCooey em 1978.

- Starchess - Inventado pelo húngaro László Polgár.